# Campnosperma
Campnosperma és un gènere de plantes que té 20 espècies, pertany a les anacardiàcies.

## Descripció
Són arbres que fan de 12 a 30 m d'alt; són plante poligamodioiques. Fulles alternes persistents de 18,5–27,5 cm de llargada i 7,5–12 cm d'amplada. Inflorescència axil·lar. Fruit ovoide, cuspidat, mesocarp carnós blanc i dolç.

## Taxonomia
| - Campnosperma acutiauris - Campnosperma auriculata - Campnosperma brassii - Campnosperma brevipetiolata - Campnosperma coriacea - Campnosperma griffithii - Campnosperma gummifera - Campnosperma lepidotum - Campnosperma macrophylla - Campnosperma micranteia | - Campnosperma minus - Campnosperma montana - Campnosperma oxyrhachis - Campnosperma panamensis - Campnosperma parvifolium - Campnosperma philippinense - Campnosperma schatzii - Campnosperma seychellarum - Campnosperma squamatum - Campnosperma zeylanica |